# Joey Giardello
Joey Giardello (* 16. Juli 1930 als Carmine Orlando Tilelli in Brooklyn, New York; † 2. September 2008 in Cherry Hill, New Jersey) war ein US-amerikanischer Boxer.

## Laufbahn
Konterboxer Giardello wurde 1948 Profi und boxte hauptsächlich in seinem langjährigen Wohnort Philadelphia. 1952 und 1953 gewann er zwei von drei spektakulären Kämpfen gegen den zukünftigen Hall-of-Fame Boxer Billy Graham, hatte aber während der gesamten 1950er-Jahre Schwierigkeiten, an große Kämpfe zu kommen.
Im Jahr 1959 fanden die ersten zwei von insgesamt vier Kämpfen gegen Dick Tiger statt; beide gewannen dabei je eines der Duelle nach Punkten. In seinem ersten großen Titelkampf gelang ihm am 20. April 1960 gegen Gene Fullmer nur ein Unentschieden.
1963 besiegte er den 42-jährigen Sugar Ray Robinson und bekam einen dritten Kampf gegen Dick Tiger, der inzwischen die Mittelgewichtsweltmeisterschaft gewonnen hatte. Am 7. Dezember 1963 gewann er im Alter von 33 Jahren durch Punktsieg gegen Tiger und errang damit den Titel. Er verteidigte ihn gegen Rubin Carter, unterlag aber 1965 im vierten Aufeinandertreffen Tiger und verlor den Titel. 1967 beendete er seine Boxkarriere.
1993 fand Giardello Aufnahme in die International Boxing Hall of Fame.

## Trivia
Im mehrfach preisgekrönten Film „The Hurricane“ mit Denzel Washington, welcher vom Leben Rubin Carters handelt, wurde der Titelkampf Giardello-Rubin aus dramaturgischen Gründen so dargestellt, als ob Giardello den darin errungenen Punktsieg bloß einer rassistischen Boxjury zu verdanken hätte. Tatsächlich handelte es sich um einen regulären Sieg. Infolge dieser falschen Darstellung erstritt Giardello 300.000 Dollar Schadenersatz.